# Miloslav Roľko
Miloslav „Miťo“ Roľko v zahraničí známější jako Mitsch Rolko (* 13. října 1960 Bratislava) je bývalý československý a později německý sportovní plavec, účastník olympijských her v roce 1976 a 1980. Jako profesionální trenér žije a pracuje v Lucembursku.

## Osobní život
Jeho otec Matej Roľko pocházel ze Spiše. Po skončení vysoké školy pracoval Bratislavě ve státní správě. Po roce 1989 byl krátce slovenským ministrem obchodu a cestovního ruchu. Matka Emília pocházela Záhoří. Měl tři sourozence, dvě starší sestry Emílii (*1957) a Beátu (*1958) a mladšího bratra Pavola (*1969). Rodiče a sestry ho v jeho sportovní kariéře plně podporovali. Otec se dokonce stal jako neplavec plaveckým rozhodčím.
Po narození žil v Jelačičově ulici v bratislavské místní části Nivy. Ve čtyřech letech se s rodinou přestěhoval na nově dostavěné sídliště Trávniky do ulice Astrová.
Vychodil ZŠ Nevädzová. Po maturitě na Gymnáziu Ivana Horvátha v roce 1979 byl přijat na Jesseniovu lékářskou fakultu v Martine. Po dvou semestrech přestoupil do Bratislavy na Lékařskou fakultu UK. Po emigraci v roce 1982 studoval lékařství na Univerzitě Heidelberg. Po dvou letech studia lékařství přešel na obor sportovní medicína. Promoval v roce 1989.
Mimo plavání hrál v dětství na klavír, šest let chodil do hudební školy.
U novinářů si vytvořil pověst uzavřeného, vážného a většinou málomluvného sportovce. Titulovali ho rybou. Francouzský novinář Eric Lahmy o něm napsal "Tenhle mladý Čechoslovák přišel k bazénu řekl dobrý den, skočil do vody, vyhrál, řekl na shledanou. A tvář měl přitom jako hráč pokeru. Tomu se říká soustředění".
Měl svůj specifický humor, který vedl k mnoha nedorozuměním s trenérkou Vlastou Wawrovou... "s vážnou tváří řekne něco v žertu, ale přitom to myslí i vážně". S trenérkou měl sázku, že v případě zisku zlaté medaile ona skočí z 10 metrové věže.
Jeho oblíbenou sladkostí byl makovník.
V pubertě mu odborníci spočítali, že vyroste do výšky 193,5 – 195,5 cm. Plán nesplnil.
S manželkou Silvií, původem z Trnavy se poznal v roce 1990. Vzali se v roce 1993. Mají spolu tři děti Sarah (*1994), Carolinu (*1997) a Rickarda (*1999). Všechny tři děti se narodily v Lucembursku a jsou občany této země.

## Sportovní kariéra
Od mala chodil s matkou a sestrami na bratislavské jezero Rohlík, který byl jen pár metrů od jejich bytu. Se závodním plaváním začala první jeho sestra Beáta, kterou si v rámci školské výuky plavání vybrala do plavecké přípravky Vlasta Wawrová. Wawrová působila jako instruktorka plavání na Gymnáziu Ladislava Novomeského, kde byl malý bazén o rozměrech 25×6 m. V osmi letech svoji sestru do plavecké přípravky k Wawrové následoval. 
Od devíti let začal postupně s dvoufázovou přípravou a každé ráno dojížděl se sestrou na šestou ranní do většího bazénu (25×12 m) při FTVS UK na Lanfranconi, kde byl situován vysokoškolský plavecký oddíl TJ Slávia UK Bratislava. V létě trénoval na Matadorce v Petržalce. 
Od roku 1974 přešel s klubem do nově otevřeného regulérního olympijského (50×25 m) krytého bazénu na Pasienkoch. Začínal se všemi plaveckými styly, ale nejvíc mu vyhovoval znak. Nemusel se trápit s dýcháním a navíc měl pro tento styl optimální tělesné parametry – dlouhé ruce (rozpětí paží 210 cm při výšce 190 cm), nohy, velká chodila a dlaně a především hypermobilitu kloubů. Hypermobilita ramen mu dávala výhodu v hloubce záběru, aniž by musel vychylovat trup. V pozdějším věku si zamiloval motýlek.

### Začátky v reprezentaci 1974, juniorský mistr Evropy 1975
Poprvé na sebe upozornil jako dorostenec v letní sezóně 1974. V srpnu na závodech Družba mládeže zemí východního bloku v Kyjevě obsadil v polohovém závodě na 400 m deváté místo.
Od roku 1975 se začal jako prosazovat mezi seniory. Koncem července na mistrovství dorostu před domácím publikem zaplaval svůj první československý seniorský rekord na 400 m polohový závodem časem 4:50,3. Ze srpnového mistrovství Evropy ve švýcarské Ženevě se vrátil s kompletní sbírkou medailí – 100 m znak vyhrál, v polohovém závodě na 200 m skončil druhý a na 200 m znak skončil třetí. Svým úspěchem na juniorském mistrovství zaujal maďarského plaveckého trenéra Tamáse Széchyho, který ho později pozval na olympijské soustředění maďarské reprezentace. Výbornou formu potvrdil týden na to na závodech Družba mládeže zemí východního bloku v Lipsku, kde vyhrál 100 m a 200 m znak, 100 m motýlek, 400 m polohový závod a na 200 m polohový závod skončil druhý – bilance 4–1–0.

### Olympijské hry 1976
Přípravu na olympijský rok 1976 mu trenérka Vlasta Wawrová rozvrhla dle vlastních slov citlivě podle jeho věku. Chtěla zabránit předčasnému fyzickému i psychickému opotřebení. Tehdejší tréninkový makrocyklus začínal od 6 ráno do 8:30 v bazénu. Odpoledne následoval od 14 h běh okolo jezera Kuchajda, cca 7 km. Vzápětí suchá příprava, posilování. Od 15 h do 17:30 opět v bazénu. Denně naplaval až 12 km.
V únoru na slovenském zimním mistrovství se poprvé dostal v československém rekordu 2:09,8 pod 130 sekund a v březnu na federálním zimním mistrovství zaplaval čas evropské extratřídy 2:07,4 na 200 m znak. Tímto časem si řekl o jistou nominaci na olympijské hry Montréalu. V československé plavecké reprezentaci však byl světlou výjimkou. Navíc v Bratislavě neměl k sobě rovnocenný sparing. Proto využil nabídky přípravy na letní sezónu s maďarským trenérem Tamásem Széchym a jeho elitními svěřenci Andrásem Hargitayem, Zoltánem Verrasztóem, Róbertem Rudolfem nebo Csabou Sósem – vesměs znakaři a polohovkáři. První část soustředění s nimi absolvoval týden v dubnu a závěrečnou v červnu. Na konci soustředění se měl trenér Széchy vyjádřit, že by z něho dokázal do dvou let vychovat dalšího Rolanda Matthese. Trenérka Wawrová mu tuto nabídku předhodila, on jí však údajně odmítl se slovy, že to zvládne společně s ní.
Při závěrečném testu počátkem července na slovenském mistrovství vyhrál všech devět disciplín, ve kterých startoval na úrovni osobních rekordů. Trenérka Wawrová byla s jeho výkony spokojená "tato série startů měla dát obrázek o Miťově fyzické připravenosti a o tom, jak při neoddiskutovatelné únavě dokáže technicky zvládat všechny styly. Z tohoto hlediska jsem s jeho výkony spokojená." Na olympijské hry do Montréalu odjížděl v červenci s víc než týdenním předstihem jako nejmladší člen výpravy. Za cíl si dal překonat československé rekordy ve všech disciplínách, co startoval a alespoň jednou se kvalifikovat do finále. V olympijské vesnici byl ubytovaný v bytě s judistou Vladimírem Novákem a s basketbalisty. Šlo o poměrně nešťastné složení, protože on trénoval většinou ráno a odpoledne a večer chodil brzo spát. Proti tomu basketbalisté byli zvyklý trénovat večer a do bytu se vraceli před půlnocí. 17. února stál na startu disciplíny 100 m znak. Dobře odstartoval, měl i dobrou obrátku a v cíli dohmátl v čase 1:00,41. Trenérka Wawrová naměřila na svých stopkách 1:00,2, což byla hodnota jeho československého rekordu. S jeho výkonem nebyla zcela spokojená. Čekala od něho čas pod 60 vteřin, ale omlouvala ho jeho pomalejší aklimatizací. K postupu do finále potřeboval čas lepší 1:00,16. Ve své doplňkové disciplíně 100 m motýlek skončil v čase 57,79 blízkém vlastního československého rekordu 57,6 na konečném 25. místě. Podle trenérky měl opět na lepší čas. Nechal se ukolébat pomalým tempem favorizovaného Australana Neila Rogerse. Následovaly tři dny volna, při kterých si vedle tréninku měl čas prohlédnout okolí. Den před závodem na 200 m znak ho chytla skupina pětibojařů, zatáhla ho do místnosti maséra a oholila mu nohy a ruce. 24.7. dohmátl ve své rozplavbě 200 m znak druhý v československém rekordu 2:05,33 a šestým nejlepším časem postoupil do finále. Ve večerním finále se od úvodu držel na 7. místě a výborným závěrem se posunul před maďarského mistra světa Zoltána Verrasztó na bodované 6. místo. Za svým ranním československým rekordem zaostal o 48 setin (2:05,81). Den na to při svém závěrečném vystoupení na olympijských hrách obsadil na 400 m polohový závod 14. místo v novém československém rekordu 4:35,21. Propadákem skončil olympijský plavecký turnaj pro maďarské plavce. Trenér Tamás Széchy ho již nikdy na společné soustředění nepozval.
V srpnu na evropském poháru ve finském Oulu zaplaval jako první československý plavec 100 m znak pod 60 sekund časem 59,23.

### Titul mistra Evropy 1977 a první pobyt v USA
Po olympijském roce pokračoval v nastaveném trendu. V přípravě zapracoval více na plaveckém stylu motýlek, ve kterém v červnu stáhnul jako první Čechoslovák čas na 100 m pod 57 sekund (56,8).
Závěrečnou přípravu na mistrovství Evropy ve švédském Jönköpingu absolvoval v Novém Jičíně. Nejvíc si věřil v disciplíně 200 m znak. Trenérka Wawrová byla přesvědčena o jeho výborné připravenost. Trochu jí však dělal starosti časový program mistrovství – kvůli natěsnanému programu musel nakonec vynechat rozplavby na 100 m motýlek a obě polohovky. Příčinou bylo zkrácení programu o dva dny proti minulému mistrovství Evropy ve Vídni. Svůj první závod v plaveckém komplexu Rosenlundsbadet 100 m znak pojal ležérně. Neoholil se a ve druhé rozplavbě dohmátl v čase 59,83, 4 setiny vteřiny před prvním nepostupujícím Britem Jimem Carterem. Od trenérky Wawrové to následně schytal. Typickou scénu posledních let doplnil svým kamenným výrazem v obličeji. Později na její adresu řekl "Měla pravdu. Cítil jsem, jak hrozně jí záleží na tom, abych něco dokázal." Finálový závod druhého dne 18. srpna pojal zodpovědněji. S trenérkou se před závodem domluvil minimálně na čase 59,5 a slíbil jí, že nezaspí na startu, že začne rychleji, a že si dá pozor na obrátce. Z nejméně výhodné první krajní dráhy se držel od startu v popřední za dvojicí favoritů Zoltánem Verrasztóem a východním Němcem Lutzem Wanjou. Na obrátce obracel na úrovní vedoucích závodníku třetí a po 60 m se dostal do čela závodu. V cíli dohmátl v čase nového československého rekordu 58,35 na prvním místě. Později ve své biografii uvedl, že na tribuně byl jeho otec Matej Roľko, kterému se podařilo přes svého zaměstnavatele ministerstvo obchodu vyřídit služební cestu. Při vyhlašování vítězů ho mrzelo, že pořadatelé zkrátili československou hymnu tj. nepustili slovenskou část. Jeho královská disciplína 200 m znak ho čekala následující den. Před ranní rozplavbou se s trenérkou domluvil na čase kolem 2:08,0, který splnil. Dohmátl celkově na 5. místě v čase 2:07,96. Odpolední finále začal rozvážně a do cíle nepřeplaval od startu vedoucího Maďara Zoltána Verrasztó. Skončil druhý v novém československém rekordu 2:05,07. "Nechtěl jsem přehnat začátek a v chladné vodě se mi nepodařilo ve druhé stovce zrychlit tak, jak bych si přál." Při svém posledním startu na mistrovství, v polohové štafetě na 4×100 m uspěchal na první úseku obrátku, prakticky se neodrazil od stěny a předával prsaři Stanislavu Pešlovi až na třetím místě. Štafeta nakonec skončila sedmá. Po příletu ze Švédska se vyjádřil: "Vyhrál jsem zlato na stovce. Nejsem pesimista, ale nečekal jsem ho. Pak jsem byl druhý na dvoustovce. Když jsem v tomhle finále viděl, že Maďar je hodně vpředu a jak se domácí Švéd dere přede mne, aby vystoupil o jeden stupínek víš, napadlo mě, jestli má cenu ještě zapínat naplno, jestli ta jedna zlatá není dost a jestli z tohohle finále nestačí bronz. Na tohle jsem myslel zcela určitě. A nedovedu si vysvětlit, co ve mně najednou způsobilo to, že jsem znovu zrychlil a nakonec si doplaval pro stříbro." Když to jeho trenérka stojící opodál slyšela, chtěla ho zabít (dát mu co proto).
Po mistrovství Evropy si jel na tři týdny odpočinout do piešťanských lázní. Na novou sezónu 1978 mu byl šéftrenérem reprezentace Janem Vokatým stanovený cíl deklarovat naplavaných 2200 km za rok (cca 6 km denně). Proti dalším špičkovým plavcům měl totiž jeho tréninkový objem (metráž) značné kvantitativní rezervy. Trenérce imponovalo, že si začal potají vést poznámkový blok. Měl mimořádný pozorovací talent, rád sledoval a učil se od soupeřů aktuální metodické trendy.
Po zisku titulu mistra Evropy byl pozván trenérem Nortem Thorntonem na tréninkový kemp na univerzitu v Berkeley. V Kalifornii pobyl v listopadu tři týdny. V univerzitním sportovním komplexu Harmon Gym trénoval s nejlepšími světovými plavci. Trenérka Wawrová porovnávala především posun v metodice přípravy od své poslední návštěvy ve Spojených státech s Oľgou Kozičovovu v roce 1968. Rolko se však z Berkekey vrátil s virózou, která se sním vlekla celou zimní sezónu.
V závěru roku skončil v anketě sportovních novinářů o nejlepšího sportovce roku na druhém místě za zápasníkem Vítězslavem Máchou.
Otázka plnění metráže byla v následující sezóně 1978 rozbuškou doutnajících problémů mezi ním a jeho trenérkou Vlastou Wawrovou.

### Mistrovství světa 1978 a nálepka flákače
Od svých prvních mezinárodních úspěchů byl s trenérkou Vlastou Wawrovou srovnáván s fenomenálním východním Němcem Rolandem Matthesem a jeho trenérkou Marlies Groheovou. Matthes ho registroval jako mimořádného, dobře vedeného talenta. Při testech, které se pravidelně pořádaly v Brně mu doc. Jaroslava Motyčky na tachografu změřil při znaku nejvyšší účinnost techniky ze všech světových plavců 0,94 (94%), dále u motýlku 0,67, u prsou 0,66 a u kraulu 0,90.
Zimní měsíce více promarodil, než natrénoval a byl ve skluzu s plněním objemového tréninku, který mu stanovil reprezentační trenér Jan Vokatý – naplavat alespoň 2200 km. Po návratu z mezinárodního závodu v Brémách projevila trenérka mírné znepokojení s jeho zaplavanými časy. V dubnu se dostal do formy, když na zimním mistrovství doma na Pasienkoch vylepšil vlastní československý rekord na 200 m polohový závod na 2:09,0. Na následujícím soustředění v Tatrách v hotelu FIS si však poranil achilovku a opět nemohl plnohodnotně trénovat. 
V červnu odletěl s Wawrovou a Danielem Machkem na kanadský pohár do Edmontonu,, kde zvítězil v polohovém závodě na 400 m. Neuspěl však podle očekávání ve své nejsilnější disciplíně znaku a svými výsledky ho poprvé zastínil Daniel Machek. Při suché přípravě, zvláště při běhu si stěžoval na silnou bolest v bedrech.
Vítězil, ale jeho časy nedávaly mnoho nadějí na výrazné zlepšení a úspěch na blížícím se mistrovství světa v Berlíně. Novinář Milan Flanderka po jeho návratu z Kanady v červnu zachytil jednu z řady Wáwrové výčitek. "Miťo má všechny předpoklady být špičkovým světovým plavcem. Jenže o to musí ještě více stát a ještě více o to usilovat". Čímž nepřímo kritizovala jeho morální vlastnosti. "Musí si uvědomit, že plavání je možná ze všeho, co kdy bude v životě dělat, jedinou příležitostí k tomu, aby se maximálně realizoval. Uvědomí-li si to až za deset let bude, pozdě." "Byli jsme v USA, teď v Kanadě, na vlastní oči viděl enormní snahu svých sparingpartnerů a soupeřů. Co si z toho odnesl se mi z něho stále nepodařilo dostat." On stál při slovech trenérky opodál a s kamenným výrazem ve tváři odvětil "nemyslím si, že se flákám". "Já chápu, že to nemá lehké. Nemá v tréninku partnera, je pořád sám. Měl sice dva dobré oddílové přátele Romana Krajčoviče a Dušana Poláčeka, ale ti zdaleka nedosahovali jeho sportovní úrovně. Wawrová v minulosti několikrát vyjádřila obavu, aby ho nesváděli ze započaté cesty. Po olympijských hrách v Montréalu 1976 se vyjádřila "Rolko je stále ještě dětský a adaptuje se rychle okolí. Příliš snadno se přizpůsobuje tempu svých sparingpartnerů". Rolko si ve svých 18 letech přál, aby ho už nebrala jako malé dítě, jenže jí ke změně přístupu nedával mnoho důvodů. V dubnu 1978 například přijel do Prahy před odletem do Berlína na mezinárodní závody bez pasu. Ten mu spěšně musel z Bratislavy poslat otec.
Před červencovým mistrovstvím republiky Praze–Podolí se ho trenérka Wawrová snažila vyhecovat k lepšímu výkonu tím, že mu stanovila limit pro 200 m znak na 2:07. Pokud zaplave hůř bude bez večeře. To byl pro její generaci nejtvrdší trest, který však již tehdy a obzvlášť ve vrcholovém sportu později nedával smysl – dodržování správného jídelníčku je alfou omegou úspěšné kariéry sportovce. Finále na 200 m znak vyhrál, obhájil republikový titul těsně před Josefem Kufem v čase 2:09,3 a byl bez večeře.
Závěrečnou přípravu na mistrovství světa v Berlíně absolvoval v červenci v Praze. V závěru přípravy začátkem srpna odjel na vyladění formy do Rakouska, do horské obce Sölden nedalo Innsbrucku. Časový program mistrovství byl dostatečně široký, aby mohl startovat v pěti disciplínách – 100 a 200 m znak, 100 m motýlek a 200 m, 400m polohový závod. Cílem bylo zaútočit v každé disciplíně na československý rekord. Z rakouského soustředění se vrátil po 14 dnech. Cítil se ve formě. Hned úvodní den stál na startu disciplíny 100 m znak. Jako úřadující mistr Evropy však selhal, zaplaval průměrný čas 59,58 a obsadil až 15. místo. Trenérka Wawrová jeho výkon komentovala slovy "bylo to velmi špatné, z technického hlediska tělo ponořené hluboko pod vodou", omlouvala ho však nešťastnou organizací výpravy. Přijeli v sobotu večer a v neděli ráno stál na startu své první disciplíny. Neměl osahaný bazén, ke všemu byli ubytování ve východním Berlíně. Na stadion do Západního Berlína cestovali příměstským vlakem, potom metrem, pěšky přes celnici, následně autobusem a ještě kus cesty pěšky na bazén v plné polní. Cesta z ubytovny do bazénu trvala přes hodinu. Za dva dny ho čekal závod na dvojnásobné trati 200 m znak. Opět však předvedl, že se ve znaku v roce 1978 hledal. V průměrném čase 2:07,42 obsadil první nepostupové místo – po finálové diskvalifikaci Sověta Viktora Kuzněcova za doping se později posunul na 8. místo. Další den stál na startu polohového závodu na 200 m a po rozplavbě mohl být poprvé se svým výkonem spokojený. Čas 2:08,31 byl nový československý rekord a znamenal postup mezi finálovou osmičku. Před večerními finále odjel na ubytovnu odpočívat. Plavkyně Irena Fleissnerová uvedla, že ho dlouho neviděla takhle šťastného. Ve finálovém závodě udělal maximum, dobře začal, ale po prsařském úseku se propadl na poslední místo, na kterém dohmátl v cíli v čase 2:09,26. Po dni volna stál na startu 100 m motýlek, ve kterém si před mistrovstvím nejvíc věřil. Své prognózi naplnil. V rozplavbě vylepšil o 0,9 desetin vlastní československý rekord na 55,89 a z pátého místa postoupil do finále. Ve finále dobře začal, obracel jako čtvrtý, ale po obrátce ztratil rytmus a skončil na 7. místě v čase 55,96. Závěrečný den mistrovství ho trenéři přihlásili na start 100 m volný způsobem, jako kompenzaci za 400 m polohový závod, který se nakonec v programu kryl s jeho 200 m znak. Test absolutní rychlosti se mu vydařil, v československém rekordu 53,49 obsadil pěkné 20. místo. Po mistrovství se v jeho případě rozebíralo jakým směrem se bude ubírat jeho další kariéra. Ve znaku evidentně stagnoval, pro polohové závody měl příliš průměrná prsa a pro dlouhý motýlek (200 m) neměl potřebnou techniku a vytrvalost.
V září odjel poprvé na soustředění sovětské reprezentace do vysokohorského střediska v arménském Cachkadzoru, kde se připravoval pod dohledem Igora Koškina.
V závěru listopadu měl odjet na soustředění východoněmecké reprezentace do Lindow 18 km severně od Berlína, ze kterého se nakonec omluvil ze studijních důvodů. Mohl si osahat špičkové zařízení východoněmeckého střediska vrcholového sportu s nejmodernější posilovnou, kamerovým záznamem či lékařským sledováním.
Nálepku flákače dostal za neplnění stanovené metráže. Ve své autobiografii uvádí, že nebylo v jeho psychických silách plavat ročně více než 2100 km a šeftrenér Jan Vokáty mu každý rok přidával od cesty další a další kilometry.

### 1979 Maturita, spartakiáda, univerziáda, Berkeley a trenérka Wawrová
Do nového roku 1979 přišel v tréninku s novinkou, plavání ve volném tričku. Tričko se nasáklo vodou a zvyšovalo plavci odpor. Vedlejším účinkem byly odřeniny na těle. Začátkem roku ho podobně jako loni trápily zdravotní komplikace spojené se slabší imunitou. Trenérka Vlasta Wawrová však byla s jeho zimní přípravou spokojená. Začátkem března odjel s trenérem Rudolfem Poledníkem a dalšími plavci na čtrnáctidenní soustředění sovětské reprezentace do Cachkadzoru. Trénoval ve skupině se sovětskými motýlkáři ve venkovním vyhřívaném bazénu s 28 °C vodou. Okolo bazénu ležel sníh a teplota vzduchu byla kolem 1 °C.
V létě ho čekala maturita.
Vrcholem sezóny byl závod Spartakiáda národů SSSR v Moskvě konaný koncem července a evropský pohár. V případě pozvánky potom koncem srpna, začátkem září první světový pohár v Tokiu. Vedení svazu se nepovedlo zajistit zahraniční soustředění a tak závěrečnou přípravu absolvoval doma v Bratislavě s Danielem Machkem.
Na Spartakiádu národu SSSR odjížděl v červenci s cílem zlepšit československé rekordy. Hned v úvodní den plaveckých soutěží v bazénu na Lužnikách v Moskvě získal na 100 m znak bronzovou medaili v československém rekordu 58,27. Závod na 100 m motýlek vyhrál, když v rozplavbách i ve finále zaplaval shodně nový československý rekord 55,80. Na 200 m znak získal svojí třetí medaili, bronzovou. Po závodě ho mrzelo, že si v závodě dobře nerozvrhl síly. Začal příliš pomalu a závěrečným finišem dohmátl jen kousek od zlaté medaile. Čtvrtou medaili, opět bronzovou, vybojoval v polohovém závodě na 400 m, v novém československém rekordu 4:30,88. S bilancí 1–0–3 se stal nejúspěšnějším československým sportovcem Spartakiády národů SSSR. Na závodech v Moskvě předvedl vzorec disciplín, ve kterých chtěl uspět za rok na olympijských hrách. Po návratu domů poskytl novinářům rozhovor, ve kterém byla vidět jedna podstatná změna. Trenérka Wawrová nemluvila za něho, ustoupila do pozadí. Na její místo pro suchou (fyzickou) přípravu nastoupil Jozef Gálik. S Gálikovým tréninkovým programem byl nadmíru spokojený. V závěru rozhovoru poznamenal "Na SVS mi říkali, že mi zařídí školu v Bratislavě, ale pořád se nic nedělo, tak jsem si to zařídil sám. V Martině 200 km od Bratislavy". Chtěl studovat medicínu, ale kvůli slabšímu průměru známek ho nepozvali na přijímací zkoušky na lékařskou fakultu UK. Později se mu doneslo, že za tím stála trenérka Vlasta Wawrová, která nechtěla, aby se v olympijském roce 1980 zatěžoval náročným studiem a plně se věnoval přípravě... "studovat může potom". On však věřil, že pokud by vypadl na určité období ze studia, těžko by se vracel zpátky. Nepatřil mezi nejlepší studenty. Válčil s některými předměty, hlavně s chemií. FTVS studovat nechtěl, protože nevěřil, že by ho trenérská práce bavila.
Koncem srpna když jel do Prahy pro papíry na cestu na univerziádu v Mexiku, ho na chodbě ČSTV potkal jeden z funkcionářů se slovy "Co tady děláš? Já myslel, že si v Japonsku." Na ČSTV totiž došla pro něho pozvánka na první světový pohár v japonském Tokiu, kde měl startovat v týmu Evropy. Nikdy se nedozvěděl kvůli čemu se tato zpráva k němu nedostala.
Do Mexika přiletěl na univerziádu začátkem září a nestihl se dostatečně aklimatizovat. Při nástupu výprav dokonce omdlel a museli ho odnést na nosítkách do ošetřovny. V úvodní disciplíně 100 m znak předvedl jen průměrný výkon a skončil na 6. místě v čase 59,70. Na 100 m motýlek svedl, nakonec úspěšně (56,53), souboj o bronzovou medaili s reprezentačním kolegou Milošem Lukáškem (56,56). Na 200 znak skončil opět až šestý v podprůměrném čase 2:09,53. V závěrečném polohovém závodě na 400 m obsadil 5. místo.
Po skončení univerziády zůstal v Mexiku na plaveckém soustředění v mexické čtvrti Xochimilco. Po skončení soustředěni se s trenérkou Vlastou Wawrovou a Danielem Machkem přesunul do Spojených států na univerzitu v Berkeley. Byla to jeho druhá návštěva Berkeley po dvou letech. Pod vedením trenéra Norta Thorntona v Berkley absolvoval několik tréninků s nejlepšími americkými a zahraničními plavci. Trenérka Wawrová byla s jeho i Machkovými výkony v tréninku nadmíru spokojená. Svým sparingpartnerům se vyrovnali, dokonce je i poráželi.
Po skončení soustředění dostal od univerzity v Berkeley nabídku na stipendium. Trenér Thornton mu na místě řekl, že mu je líto, že s ním dál nemůže pracovat, protože věří, že má na to zaplavat 200 m znak pod 2 minuty. Thornton následně poslal dopis, ve kterém oznamoval, že pan Miloslav Roľko má garantované čtyřleté stipendium na univerzitě v Berkeley, a že on osobně by se mu rád jako trenér naplno věnoval. Na ČSTV o jeho uvolnění však nechtěli slyšet. Nabízel jim, že jim každý měsíc bude posílat tréninkové plány, ze kterých mohou čerpat pro další plavce. Rodiče ho v tomto směru plně podporovali. Jeho otec dokonce orodoval na nejvyšších politických místech. Osobně jel do Prahy na domluvenou schůzku s Petrem Colotkou, Lubomírem Štrougalem a Antonínem Himlem. Dozvěděl se však pouze, že plavání je v Československu druhořadý sport a odchod socialistického sportovce do kapitalistické Ameriky nemá žádnou přidanou hodnotu. Nutno podotknout, že tyto postoje nebyly brány v potaz, pokud šlo o lukrativní smlouvy. Součástí ČSTV byl odbor Pragosport, který manažersky zajišťoval československým sportovcům smlouvy v zahraničí. Převážně hokejisté tak mohli hrát i ve Spojených státech v NHL a určité nemalé procento z peněz, které vydělaly, odváděly státu. To však nebyl případ Rolka. V jeho případě nešlo o lukrativní smlouvu.
Konec roku strávil ve školní lavici v Martině. Dojížděl v neděli večer a ve středu večer se vracel zpátky. Zároveň podal žádost o přeřazení do jiného SVS, k jinému trenérovi. Wawrovou totiž vinil za všechny křivdy, které se mu staly v uplynulém roce a v letech zpátky. Vybral si celkem překvapivě trenéra Bernarda Kočaře a přestup do SVS FMV a klubu TJ Rudá hvězda Brno. Tedy přestup ze slovenského SVS do českého SVS, který vzbuzoval vždy silné emoce. Komise mu přestup neschválila s odůvodněním, že musí dokončit olympijský cyklus se současným trenérem.

### Případ Rolko – rebelem v olympijském roce 1980
Přípravu na olympijské hry v Moskvě v roce 1980 zahájil v únoru na soustředění v Třinci. Přes zimu si nechal narůst plnovous a v tomto pro plavce netradičním vzezření startoval na prvních závodech v olympijském roce. Bylo zřejmé, že trucuje. Ve své autobiografii uvedl, že měl myšlenky na ukončení sportovní kariéry. Pamětníci připomínali, že něčím podobným si procházeli i Roland Matthes s trenérkou Groheovou před olympiádou v roce 1968. Dokázali však krizi přečkat a z Matthese se stal jeden z nejúspěšnějších evropských plavců v historii.
V jarním období plaval časy na úrovni vlastních československých a osobních rekordů. V dubnu se po letech stagnace na 200 m znak dokonce přiblížil svému osobnímu rekordu z roku 1977 (2:05,07) na 0,18 setin. Do olympijských her však musel přidat, protože světová špička se za tři roky posunuly o dobrý kus dál. Nominaci na olympijské hry v Moskvě měl již zajištěnou. V červnu odjel s Danielem Machkem na soustředění sovětské reprezentace do vysokohorského střediska v arménském Cachkadzoru, kde se připravoval několik týdnu pod vedením trenéra sovětské reprezentace Igora Koškina. Po soustředění odletěl přímo do Moskvy a jako jeden první z prvních zahraničních účastníků měl možnost osahat si nový krytý bazén ve sportovním komplexu. Olympiádu ze známých důvodů bojkotovali některé země. Především neúčast amerických a kanadských plavců znamenala snížení konkurence olympijských plaveckých soutěží – například ve znakařských disciplínách chyběla největší osobnost posledních let Peter Rocca.
Hned úvodní den plaveckých soutěží 20. července byla na programu disciplína 100 m znak. Z ranních rozplaveb postoupil v novém československém rekordu 58,15 a v odpoledním semifinále se poprvé dostal pod 58 sekund časem 57,97. Celkově 6. místem si zajistil start ve finále další den. Před semifinále cítil určitou nervozitu, protože bral postup do finále jako povinnost. Věřil, že ve finále z něho nervozita spadne. Nepatřil mezi stresové typy závodníku, uměl se koncentrovat na svůj výkon. Ve finále však podobně jako v semifinále začal pomaleji a na první obrátce obracel na posledním osmém místě. Mohutným závěrem však dohmátl v čase 57,74 na čtvrtém místě, 11 setin od olympijské medaile. Později v rozhovorech přiznal, že se o medaili připravil vlastní pohodlností. Neoholil se a bohužel skupina moderních pětibojařů, která ho před čtyřmi lety násilím oholila, nebyla ještě na olympiádě přítomna. Následující den ho čekala jeho nejoblíbenější trať 100 m motýlek. Technicky v motýlku tolik nevynikal jako ve znaku, ale při neúčasti amerických a kanadských plavců si věřil na finále. Z ranních rozplaveb postoupil časem 56,36 do semifinále, ale odpolední semifinále mu nesedlo a časem 56,16 nepostoupil do finále. Projevila se u něho únava z předchozího dne. Po 100 m znak musel na dopingovou kontrolu, která se protáhla do noci. Další den ho čekala štafeta 4×200 m, se kterou skončil v československém rekordu 7:42,18 na celkovém 9. místě. Po dni volna ho čekala 26. července trať 200 m znak. Jako už po několikáté v posledních letech jí nezvládl takticky. Začal tradičně z volna s drtivým finišem, který však stačil pouze na 10. místo v čase 2:05,13. V závěrečné disciplíně 400 m polohový závod v neděli v rozplavbách postoupil z posledního 8. místa časem 4:29,19 do finále. V odpoledním finále startoval v osmé dráze vedle Daniela Machka. Bylo to poprvé a naposledy, kdy mělo Československo ve finále olympijského plaveckého závodu dva plavce. Úvodních 100 motýlek zaplaval výborně. Obracel na druhém místě, ale při znaku zpomalil a obracel čtvrtý. Po prsařském úseku se propadl na 6. místo, ve kterém dohmátl v cíli v novém československém rekordu 4:26,99.
Po olympijských hrách v Moskvě požádal podruhé na středisku vrcholového sportu (SVS) o změnu trenéra. Žádost mu byla schválena s podmínkou, že musí zůstat v Bratislavě. Fyzicky byl s Vlastou Wawrovou schopen trénovat, ale nikoliv psychicky. Pro něho byla nepřípustná jakékoliv diskuzi. Sama Wawrová viděla hlavní příčinu v jeho rebelství v rodičích a přátelích, kteří měli na jeho názory silný vliv. Byl mu schválen i přestup z martinské lékařské fakulty na lékařskou fakultu v Bratislavě.

### Krizový rok 1981
Jeho novým trenérem se stal Marián Filčák. Z počátku idylická spolupráce začala brzy narážet na nepřekonatelný problém. Marián Filčák byl vědecký pracovník. Jeho jazyková vybavenost mu dovolovala studovat zahraniční práce a publikovat. Měl špičkové teoretické znalosti a byl přípustný k diskuzím. Chyběla mu však trenérská praxe a důslednost tj. chodit se stopkami kolem bazénu, zapisovat výkony a upozorňovat na technické nedostatky své svěřence. Jak uvedl Rolko ve své biografii, nepřekonatelným problémem se stala Filčákova slabost pro alkohol. Stávalo se, že Rolko přišel v šest ráno na trénink a trenér nebyl a pokud se na tréninku později objevil, vydržel u bazénu jen pár minut a odešel za kotelníkem na jedno.
V sezóně 1981 se mu vracely problémy se zápalem plic, které se nakonec rozhodl řešit pod dohledem odborníka akupunkturou. Šéftrenér reprezentace mu zvýšil roční metráž na 2600 km (přes 7 km denně), kterou neplnil. V SVS skončili jeho dva blízcí přátele Roman Krajčovič a Dušan Poláček. Čekala ho zkouška z anatomie. Přípravu na mistrovství Evropy ve Splitu tak měl složitou z několika stran. V květnu nejel pro nemoc na reprezentační soustředění se sovětskou reprezentaci do Taškentu. V červenci na republikové mistrovství nezískal poprvé při své účasti republikový titul. Byl čtyřikrát druhý, pravda třikrát za vycházejícími hvězdami československého plavání Marcelem Gérym a Josefem Hladkým. Slabou formu vygradoval na následující univerziádě v Bukurešti, kde v žádném individuálním startu nepostoupil z rozplaveb. I přes tyto průměrné výsledky se ho vedení svazu neodvážilo nepozvat na závěrečné reprezentační soustředění do Strakonic. Věřili, že se do začátku mistrovství Evropy dá dohromady. Na mistrovství Evropy ve Splitu startoval na obou znakařských tratích a na své nejmilejší trati 100 m motýlek. Formu však nenašel, účast v B-finále byla pro plavce jeho formátu zklamáním.

### 1982 – emigrace
Sezóna 1982 pro něho začala dobře. Zimu přečkal bez vážnějšího onemocnění a v tréninku mu hodil laso trnavský trenér Ladislav Hlavatý se svým svěřencem Marcelem Gérym. Sparing s Gérym pod dohledem Hlavatého mu začal vracet krev do žil. Připravovali se střídavě v Trnavě (25 m bazén) a v Bratislavě (50 m bazén). V březnu mu dokonce šéftrenér reprezentace Jan Vokatý sdělil, že je rád, že jde konečně do sebe. 
Začátkem dubna odjel z Bratislavy na reprezentační pětiutkání do německého Sindelfingenu kousek od Stuttgartu. Ještě den před odjezdem byl v Praze na hotelu ubytovaný na pokoji s Vlastimilem Černým. Tu noc si všiml, že si Černý něco (marky) lepí na spodek báglu. Došlu mu, že chce emigrovat a začal to se ho na to ptát. Ve své autobiografii uvádí, že tu noc v Praze o emigrace neuvažoval. Černý netušil, jak chce svůj útěk zrealizovat. Po příjezdu do Sindelfingenu byl na pokoji s Josefem Kufem. Kufovi o úmyslech Černého řekl. Kufovi se však k jeho udivení nápad na emigraci zamlouval a řekl o tom své milence Tereze Vrtiškové, která chtěla utéct s ním. Stále však neměli pořádný plán jak útěk zorganizovat. Bylo jich stále více, o emigraci uvažovali i Marcel Géry a Miloš Lukášek. V neposlední řadě i český novinář Otakar Černoch, který přijel do Německa vlastním autem na výjezdní doložku. Černochovi emigrovala po roce 1968 teta a zhruba věděl na koho se obrátit. Navrhl jim, aby sebrali všechny peníze a po útěku koupili v autobazaru auto, kterým pojedou dále. Bylo potřeba však získat pasy, které zadržovala u sebe politická vedoucí. V tento moment Rolko stále nebyl stoprocentně přesvědčený, že chce emigrovat. Měl vlastně dva silné důvody, nedovolili mu studovat na univerzitě Berkeley a nechtěli aby vůbec studoval (maximálně FTVS) a věnoval se stoprocentně sportovní kariéře. Jiné důvody asi neměl. Měl milující rodiče a sourozence bez politického škraloupu, kteří pro něho udělali první poslední. Měl respekt v okolí jako úspěšný sportovec. Zkoušku z problémové chemie, jak sám ve své autobiografii přiznal, dostal ze známosti. Závěrečný den plaveckého pětiutkání před rozlučkovým večírkem na emigraci kývnul. Lukášek i Géry vycouvali. Zůstalo jich pět a v tomto počtu se byli schopni natěsnat do Černochova auta. Během rozlučkového večírku získali lstí doklady z pokoje politické vedoucí a ráno v půl páté odjížděli směrem k Heidelbergu. V Heidelbergu vzdáleném 120 km od Sindelfingenu žila Černochova teta a byl zde i populární plavecký klub Nikar. Černochovi se podařilo před útěkem oslovit představenstvo klubu a po příjezdu na ně čekala šéftrenérka s klubovým právníkem. Ten ještě týž den v pondělí za ně podal na příslušných úřadech žádost o politický azyl. Deník Rudé právo jejich útěk veřejně odsoudil a připomněl příběh bývalého hokejisty Josefa Cvacha, který se po emigraci dostal do tíživé finanční situace a za loupežné přepadení skončil ve vězení.

### Sportovec uprchlík a olympijské hry 1984
Sportovní statut uprchlíka mu nedovoloval reprezentovat Československo ani Německo. Mohl však závodit za německý klub SV Nikar Heidelberg, který díky bývalým československým reprezentantům získal v roce 1983 vítězství v celostátní soutěží klubů.
Udělal maximum aby co nejrychleji získal německé občanství a mohl startoval na olympijských hrách v Los Angeles v roce 1984. Německé úřady však termín vydání pasu do německé olympijské nominace nestihli. I v případě získání občanství v termínu by pravděpodobně v jeho případě Českoslovenký olympijský výbor uplatnil pravidlo 8 (dnes 41) Olympijské charty, která postihuje změnu občanství sportovců a start za novou zemi. Konkrétně sportovec pokud chce na olympijských hrách, mistrovství světa apod. startovat za novou zemi musí mít po dobu tří let svolení země, kterou dříve reprezentoval. V Roľkově případě tato sportovní karanténa vypršela až v dubnu 1985 (emigroval v dubnu 1982). V praxi toto pravidlo ČOV uplatnilo například v roce 1988 v případu Jana Bidrmana.

### Německý reprezentant 1985-1991
Poprvé Západní Německo reprezentoval na větší sportovní akci v létě 1985 na univerziádě v Tokiu, kde vybojoval s polohovou štafetou třetí místo. Na mistrovství Evropy v bulharské Sofii však odmítl jet, protože se bál o svojí bezpečnost. Šířili se totiž zvěsti jak tajná policie unáší zpátky emigranty a v Bulharsku, které bylo součástí východního bloku neměl záruku bezpečnosti – v Československu byl mezitím jako emigrant odsouzen na dva roky za vlastizradu.
Jeho sportovní kariéru víceméně financovala univerzita formou bezúročné půjčky a různé příspěvkové organizace např. Sporthilfe. V roce 1986 mu k účasti na mistrovství světa v Madridu zabránilo onemocnění hepatitidou. V roce 1987 startoval na univerziádě v Záhřebu a získal s německou polohovou štafetou další bronzovou medaili
V olympijském roce 1988 byl dlouho druhým nejlepším znakařem v Německu za Frankem Hoffmeisterem a věřil v účast na olympijských hrách v Soulu. Krátce před olympijským nominačním závodem však německé úřady udělily ve zrychleném řízení (západo)německou státní příslušnost východnímu Němci Jens-Peteru Berndtovi, který utekl před časem z Německé demokratické republiky do Spojených států, kde neúspěšně žádal o občanství. Mrzelo ho, že v případě Berndta to šlo hned ve zrychleném řízení a v jeho případě z roku 1984 ne. Přitom na rozdíl od Berndta v Německu žil a trénoval.
V roce 1989 podstoupil náročnou operaci kyčelního kloubu, který ho trápil řadu let při zvýšené tělesné zátěži a byl důsledkem jeho abnormální tělesné mobility. V roce 1990 se naposledy zkusil kvalifikovat na mistrovství světa v australském Perthu, ale při německém nominačním závodě skončil až na šestém místě. Vzápětí ukončil sportovní kariéru.

### Mezinárodní výsledky
| rok  | věk    | závod              | bazén | disciplína           | poz.             | čas     | fáze       | datum     | místo                 | poznámka     |
| ---- | ------ | ------------------ | ----- | -------------------- | ---------------- | ------- | ---------- | --------- | --------------------- | ------------ |
| 1976 | 16 let | olympijské hry     | 50 m  | 100 m znak           | 19.              | 1:00,41 | rozplavby  | 18.7.1976 | Montréal, Kanada      |              |
| 1976 | 16 let | olympijské hry     | 50 m  | 100 m motýlek        | 25.              | 57,79   | rozplavby  | 20.7.1976 | Montréal, Kanada      |              |
| 1976 | 16 let | olympijské hry     | 50 m  | 200 m znak           | 6.               | 2:05,81 | finále     | 24.7.1976 | Montréal, Kanada      |              |
| 1976 | 16 let | olympijské hry     | 50 m  | 400 m polohový závod | 14.              | 4:35,21 | rozplavby  | 25.7.1976 | Montréal, Kanada      |              |
| 1977 | 17 let | mistrovství Evropy | 50 m  | 100 m znak           | Zlatá medaile    | 58,35   | finále     | 18.8.1977 | Jönköping, Švédsko    |              |
| 1977 | 17 let | mistrovství Evropy | 50 m  | 200 m znak           | Stříbrná medaile | 2:05,07 | finále     | 19.8.1977 | Jönköping, Švédsko    |              |
| 1977 | 17 let | mistrovství Evropy | 50 m  | štafeta 4×100 m p.z. | 7.               | 3:55,23 | finále     | 20.8.1977 | Jönköping, Švédsko    |              |
| 1978 | 18 let | mistrovství světa  | 50 m  | 100 m znak           | *14.             | 59,58   | rozplavby  | 20.8.1978 | Západní Berlín        | *původně 15. |
| 1978 | 18 let | mistrovství světa  | 50 m  | 200 m znak           | *8.              | 2:07,42 | rozplavby  | 23.8.1978 | Západní Berlín        | *původně 9.  |
| 1978 | 18 let | mistrovství světa  | 50 m  | 200 m polohový závod | 8.               | 2:09,26 | finále     | 24.8.1978 | Západní Berlín        |              |
| 1978 | 18 let | mistrovství světa  | 50 m  | 100 m motýlek        | 7.               | 55,96   | finále     | 27.8.1978 | Západní Berlín        |              |
| 1978 | 18 let | mistrovství světa  | 50 m  | 100 m volný způsob   | 20.              | 53,49   | rozplavby  | 28.8.1978 | Západní Berlín        |              |
| 1980 | 20 let | olympijské hry     | 50 m  | 100 m znak           | 4.               | 57,74   | finále     | 20.7.1980 | Moskva, Sovětský svaz |              |
| 1980 | 20 let | olympijské hry     | 50 m  | 100 m motýlek        | 10.              | 56,16   | meziplavby | 22.7.1980 | Moskva, Sovětský svaz |              |
| 1980 | 20 let | olympijské hry     | 50 m  | štafeta 4×200 m v.z. | 9.               | 7:42,18 | rozplavby  | 23.7.1980 | Moskva, Sovětský svaz |              |
| 1980 | 20 let | olympijské hry     | 50 m  | 200 m znak           | 10.              | 2:05,13 | rozplavby  | 25.7.1980 | Moskva, Sovětský svaz |              |
| 1980 | 20 let | olympijské hry     | 50 m  | 400 m polohový závod | 6.               | 4:26,99 | finále     | 27.7.1980 | Moskva, Sovětský svaz |              |
| 1981 | 21 let | mistrovství Evropy | 50 m  | 100 m motýlek        | 16.              | 57,18   | B-finále   | 9.9.1981  | Split, Jugoslávie     |              |
| 1981 | 21 let | mistrovství Evropy | 50 m  | 100 m znak           | 14.              | 59,59   | B-finále   | 10.9.1981 | Split, Jugoslávie     |              |
| 1981 | 21 let | mistrovství Evropy | 50 m  | 200 m znak           | 13.              | 2:07,77 | B-finále   | 12.9.1981 | Split, Jugoslávie     |              |

### Československé rekordy
pozn. 1: pouze seniorské rekordy v 50 m bazénu

pozn. 2: tabulka byla sestavena z novinových článků a nemusí být kompletní
| rok  | disciplína           | čas     | klub                    | datum     | závod                       | místo                  | poznámka      | platnost         | pokořitel           |
| ---- | -------------------- | ------- | ----------------------- | --------- | --------------------------- | ---------------------- | ------------- | ---------------- | ------------------- |
| 1975 | 400 m polohový závod | 4:50,3  | TJ Slávia UK Bratislava | 26.7.1975 | dorostenecké mistrovství    | Pasienky, Bratislava   |               |                  |                     |
| 1975 | 400 m polohový závod | 4:49,1  | TJ Slávia UK Bratislava | 31.7.1975 | letní mistrovství republiky | Podolí, Praha          |               |                  |                     |
| 1975 | 400 m polohový závod | 4:48,07 | TJ Slávia UK Bratislava | 16.8.1975 | závody olymp. nadějí Družba | Lipsko, NDR            |               |                  |                     |
| 1976 | 400 m polohový závod | 4:45,8  | TJ Slávia UK Bratislava | 21.2.1976 | zimní mistrovství SSR       | Pasienky, Bratislava   |               |                  |                     |
| 1976 | 200 m znak           | 2:09,8  | TJ Slávia UK Bratislava | 22.2.1976 | zimní mistrovství SSR       | Pasienky, Bratislava   |               |                  |                     |
| 1976 | 100 m znak           | 1:00,54 | TJ Slávia UK Bratislava | 27.2.1976 | mezinárodní závody          | Charkov, Sovětský svaz |               |                  |                     |
| 1976 | 200 m polohový závod | 2:13,93 | TJ Slávia UK Bratislava | 28.2.1976 | mezinárodní závody          | Charkov, Sovětský svaz |               |                  |                     |
| 1976 | 400 m polohový závod | 4:44,6  | TJ Slávia UK Bratislava | 6.3.1976  | mezinárodní závody          | Podolí, Praha          |               |                  |                     |
| 1976 | 100 m znak           | 1:00,3  | TJ Slávia UK Bratislava | 7.3.1976  | mezinárodní závody          | Podolí, Praha          |               |                  |                     |
| 1976 | 200 m polohový závod | 2:12,6  | TJ Slávia UK Bratislava | 12.3.1976 | zimní mistrovství republiky | Podolí, Praha          |               |                  |                     |
| 1976 | 100 m znak           | 1:00,2  | TJ Slávia UK Bratislava | 13.3.1976 | zimní mistrovství republiky | Podolí, Praha          |               |                  |                     |
| 1976 | 200 m znak           | 2:07,4  | TJ Slávia UK Bratislava | 14.3.1976 | zimní mistrovství republiky | Podolí, Praha          |               |                  |                     |
| 1976 | 100 m motýlek        | 57,6    | TJ Slávia UK Bratislava | 5.6.1976  | liga družstev               | Pasienky, Bratislava   | vložený závod |                  |                     |
| 1976 | 400 m polohový závod | 4:39,4  | TJ Slávia UK Bratislava | 26.6.1976 | mezistátní utkání s BUL     | Podolí, Praha          |               |                  |                     |
| 1976 | 100 m znak           | 1:00,2  | TJ Slávia UK Bratislava | 3.7.1976  | mistrovství SSR             | Pasienky, Bratislava   |               |                  |                     |
| 1976 | 200 m znak           | 2:05,33 | TJ Slávia UK Bratislava | 24.7.1976 | olympijské hry              | Montréal, Kanada       | rozplavby     |                  |                     |
| 1976 | 400 m polohový závod | 4:35,21 | TJ Slávia UK Bratislava | 25.7.1976 | olympijské hry              | Montréal, Kanada       | rozplavby     |                  |                     |
| 1976 | 100 m znak           | 59,23   | TJ Slávia UK Bratislava | 14.8.1976 | evropský pohár družstev     | Oulu, Finsko           |               |                  |                     |
| 1977 | 200 m polohový závod | 2:11,5  | TJ Slávia UK Bratislava | 18.3.1977 | zimní mistrovství republiky | České Budějovice       |               |                  |                     |
| 1977 | 100 m motýlek        | 56,8    | TJ Slávia UK Bratislava | 22.6.1977 | mezinárodní závody          | Pasienky, Bratislava   |               |                  |                     |
| 1977 | 200 m polohový závod | 2:10,6  | TJ Slávia UK Bratislava | 16.7.1977 | letní mistrovství republiky | Podolí, Praha          |               |                  |                     |
| 1977 | 100 m znak           | 58,35   | TJ Slávia UK Bratislava | 18.8.1977 | mistrovství Evropy          | Jönköping, Švédsko     | finále        |                  |                     |
| 1977 | 200 m znak           | 2:05,07 | TJ Slávia UK Bratislava | 19.8.1977 | mistrovství Evropy          | Jönköping, Švédsko     | finále        | 5 let a 227 dní  | Jan Bidrman (1983)  |
| 1978 | 200 m polohový závod | 2:09,0  | TJ Slávia UK Bratislava | 14.4.1978 | zimní mistrovství republiky | Pasienky, Bratislava   |               |                  |                     |
| 1978 | 200 m polohový závod | 2:08,31 | TJ Slávia UK Bratislava | 24.8.1978 | mistrovství světa           | Západní Berlín         | rozplavby     | 2 roky a 208 dní | Josef Hladký (1981) |
| 1978 | 100 m motýlek        | 55,89   | TJ Slávia UK Bratislava | 27.8.1978 | mistrovství světa           | Západní Berlín         | rozplavby     |                  |                     |
| 1978 | 100 m volný způsob   | 53,49   | TJ Slávia UK Bratislava | 28.8.1978 | mistrovství světa           | Západní Berlín         | rozplavby     | 2 roky a 307 dní | Marcel Géry (1981)  |
| 1979 | 100 m znak           | 58,27   | TJ Slávia UK Bratislava | 25.7.1979 | spartakiáda národů SSSR     | Moskva, Sovětský svaz  | finále        |                  |                     |
| 1979 | 100 m motýlek        | 55,80   | TJ Slávia UK Bratislava | 27.7.1979 | spartakiáda národů SSSR     | Moskva, Sovětský svaz  | rozplavby     |                  |                     |
| 1979 | 100 m motýlek        | 55,80   | TJ Slávia UK Bratislava | 27.7.1979 | spartakiáda národů SSSR     | Moskva, Sovětský svaz  | finále        | 3 roky a 6 dní   | Marcel Géry (1982)  |
| 1979 | 400 m polohový závod | 4:32,00 | TJ Slávia UK Bratislava | 31.7.1979 | spartakiáda národů SSSR     | Moskva, Sovětský svaz  | rozplavby     |                  |                     |
| 1979 | 400 m polohový závod | 4:30,88 | TJ Slávia UK Bratislava | 31.7.1979 | spartakiáda národů SSSR     | Moskva, Sovětský svaz  | finále        |                  |                     |
| 1980 | 100 m znak           | 58,15   | TJ Slávia UK Bratislava | 20.7.1980 | olympijské hry              | Moskva, Sovětský svaz  | rozplavby     |                  |                     |
| 1980 | 100 m znak           | 57,97   | TJ Slávia UK Bratislava | 20.7.1980 | olympijské hry              | Moskva, Sovětský svaz  | meziplavby    |                  |                     |
| 1980 | 100 m znak           | 57,74   | TJ Slávia UK Bratislava | 21.7.1980 | olympijské hry              | Moskva, Sovětský svaz  | finále        | 7 let a 240 dní  | Pavel Vokoun (1988) |
| 1980 | 400 m polohový závod | 4:29,19 | TJ Slávia UK Bratislava | 27.7.1980 | olympijské hry              | Moskva, Sovětský svaz  | rozplavby     |                  |                     |
| 1980 | 400 m polohový závod | 4:26,99 | TJ Slávia UK Bratislava | 27.7.1980 | olympijské hry              | Moskva, Sovětský svaz  | finále        | 3 roky a 27 dní  | Josef Hladký (1983) |

### Slovenské rekordy od 1.1.1993
|      | disciplína           | čas     | klub                    | datum     | závod          | místo                 | poznámka | platnost         | pokořitel           |
| ---- | -------------------- | ------- | ----------------------- | --------- | -------------- | --------------------- | -------- | ---------------- | ------------------- |
| 1980 | 400 m polohový závod | 4:26,99 | TJ Slávia UK Bratislava | 27.7.1980 | olympijské hry | Moskva, Sovětský svaz | finále   | 33 let a 287 dní | Richard Nagy (2014) |

## Trenérská a profesní kariéra
Po skončení sportovní kariéry pracoval v Heidelbergu jako rehabilitační pracovník. V roce 1993 krátce po své svatbě reflektoval na nabídku Lucemburského plaveckého svazu FLNS na pozici šéftrenéra reprezentace. Na pozici šéftrenéra nastoupil od 1. září a s manželkou se usadil v Lucemburku. Na pozici vydržel v dva roky. Po mistrovství Evropy ve Vídni v roce 1995 byl při stále platné smlouvě novým vedením svazu odvolán. Smlouvu měl špatně postavenou a po poradě s právníky se proti rozhodnutí FLNS neodvolal.
Odvolání z pozice šéftrenéra bral jako křivdu a na plavecký sport zanevřel. Ve své biografii uvedl, že měl psychický problém vstoupit do areálu bazénu, když vezl své děti na trénink. Jeho dcera Sarah i syn Rickard později v plavání úspěšně reprezentovali Lucembursko.
Po vypovězení smlouvy v roce 1995 začal pracovat jako kondiční a rehabilitační trenér ve fitnesscentru Marco Moese. 
V roce 2010 při změnách ve vedení Lucemburského plaveckého svazu FLNS přijal nabídku od nové předsedkyně svazu Nancy Kempové-Arendtové na pozici šéftrenéra lucemburské juniorské reprezentace.